# Bio2RDF
Bio2RDF is een via het internet bereikbare Engelstalige kennisbank, in 2008 opgericht om kennis op allerlei gebieden te ontsluiten via het leggen van (specifieke) verbanden tussen personen, organisaties, plaatsen etc.  Bio2RDF sluit daarmee aan op de concepten van het semantisch web en Linked data.
Het motto is Linked Data for the Life Sciences. Deze databank is een belangrijke bron voor bio-informatica. Bio2RDF draait op het Virtuoso Open Source 7.1.0 platform (VOS) van OpenLink Software en biedt de data als RDF aan.
Release 3 is van juli 2014 en bevat vijfendertig verschillende datasets.